# 제70회 미국 감독 조합상
제70회 미국 감독 조합상은 2017년 뛰어난 활동을 보인 영화 감독을 기리기 위해 2018년 2월에 열린 시상식이다. the Beverly Hilton Hotel in Beverly Hills에서 개최되었다.

## 수상 및 후보

### 감독상(영화부문)
- 셰이프 오브 워터: 사랑의 모양 - 기예르모 델 토로 수상
- 레이디 버드 - 그레타 거윅
- 쓰리 빌보드 - 마틴 맥도나
- 덩케르크 - 크리스토퍼 놀란
- 겟 아웃 - 조던 필

### 감독상(신인감독부문)
- 겟 아웃 - 조던 필 수상
- 패티 케이크$ - 제레미 제스퍼
- 레이디 맥베스 - 윌리엄 올드로이드
- 윈드 리버 - 테일러 쉐리던
- 몰리스 게임 - 아론 소킨

### 감독상(TV정기편성부문)
- 새터데이 나잇 라이브 - 돈 로이 킹 수상
- 풀 프론탈 위드 사만다 비 - 안드레 알렌
- 리얼 타임 위드 빌 마허 - 폴 G. 케이지
- 더 레이트 쇼 위드 스티븐 콜버트 - 짐 호스킨슨
- 라스트 위크 투나잇 위드 존 올리버 - 폴 페놀리노

### 감독상(특별부문)
- The 89th Annual Academy Awards - 글렌 웨이스 수상
- Dave Chappelle - 스탠 라던
- Kennedy Center Mark Twain Prize Celebrating David Letterman - 린다 멘도자
- 풀 프론탈 위드 사만다 비 - 폴 페놀리노
- Amy Schumer: The Leather Special - 에이미 슈머

### 감독상(드라마시리즈)
- 핸드메이즈 테일 - 리드 모라노 수상
- Stranger Things - Matt Duffer 외 1명
- 왕좌의 게임 7 - 제레미 포데스와
- 왕좌의 게임 7 - 맷 샤크먼
- 왕좌의 게임 7 - 앨런 테일러

### 감독상(미니시리즈)
- 빅 리틀 라이즈 - 장 마크 발레 수상
- Godless - 스콧 프랭크
- 더 위저드 오브 라이스 - 배리 레빈슨
- 스토리 오브 어 걸 - 카이라 세드윅
- The Immortal Life of Henrietta Lacks - 조지 C. 울프

### 감독상(코미디시리즈)
- Veep - 베스 맥카시-밀러 수상
- 마스터 오브 제로 시즌2 - 아지즈 안사리
- Silicon Valley - 마이크 저지
- 마스터 오브 제로 시즌2 - 멜리나 맷소카스
- The Marvelous Mrs. Maisel - 에이미 셔만

### 감독상(리얼리티쇼)
- MasterChef - 브라이언 스미스 수상
- Encore! - 히샴 아베드
- Live PD - JOHN GONZALEZ
- Dare to Live - 애덤 버트리
- Spartan - 켄트 위드

### 감독상(어린이프로그램)
- Anne with an E - 니키 카로 수상
- The Magical Wand Chase - BENJAMIN LEHMANN
- Just Add Magic - 릴리 마리예
- An American Girl Story: Summer Camp, Friends for Life - 앨리슨 맥도널드
- 15: A Quinceanera Story - 매튜 오닐 외 1명

### 감독상(다큐멘터리부문)
- 유령의 도시 - 매튜 헤인먼 수상
- 더 베트남 워 - 켄 번즈 외 1명
- 이카루스 - 브라이언 포겔
- 아바쿠스: 감옥에 가기엔 너무 사소한 - 스티브 제임스
- 웜우드 - 에롤 모리스

### 감독상(광고부문)
- Festival, StubHub 외 2편 - 마틴 드 스라 수상
- Love Without Bias, P&G - 엘머 하렐
- Anthem, KitchenAid 외 1편 - Will Hoffman 외 1명
- Alive, Bose QuietComfort 35 Headphones 외 2편 - 마일즈 제이
- Growing Up, Samsung Galaxy 외 2편 - ISAIAH SERET

### 공로상
- 마이클 앱티드 수상
- 드와이트 윌리엄스 수상
- JIM TANKER 수상